# Diego de Deza
Diego de Deza, né en 1444 à Toro, dans le royaume de Castille, et mort le 9 juin 1523 à Séville, est un théologien dominicain espagnol du début du XVIe siècle, un des promoteurs du renouveau thomiste sur la péninsule.

## Biographie
Diego de Deza entre dans l'Ordre des Prêcheurs en 1470 au couvent de San Idelfonso de sa ville natale, puis part à l'Université de Salamanque pour ses études. Il y enseigna ensuite la philosophie naturelle, la théologie sur la chaire de prime (mai 1480), après avoir été le substitut de Pedro Martínez de Osma, puis sur la chaire de vêpres. En 1486, il abandonne ses activités académiques et est appelé à la cour comme précepteur du prince Don Juan, le fils unique des Rois catholiques et dont il sera aussi le testamentaire à sa mort en 1497. 
Il est ensuite nommé évêque de Zamora (1494) par Alexandre VI, puis successivement de Salamanque (1496), de Jaén (1498) de Palencia (1500) et finalement archevêque de Séville (1504). À la mort de Tomás de Torquemada, il lui succéda dans la fonction de Grand Inquisiteur (1498-1506), au cours d'années où son activité était particulièrement intense. Il se révéla particulièrement dur envers les conversos, allant jusqu'à accuser fray Hernando de Talavera (confesseur d'Isabelle la Catholique et éminence grise de la cour avant Cisneros) d'être judaïsant. Lorsque celui-ci fut innocenté en 1506, la position de Deza fut fragilisée, et à la suite du grand soulèvement[Lequel ?] en Andalousie, il dut finalement renoncer à son mandat, qui passa alors à Francisco Jiménez de Cisneros. 
Diego de Deza est également nommé chancelier de Castille, et confesseur du roi, et à la mort d'Isabelle, il est avec Don Fernando et Cisneros son testamentaire. D'après Christophe Colomb, Deza aurait été l'un de ses principaux soutiens auprès de la Cour. Peu avant sa mort en 1523, il est nommé archevêque de Tolède par le pape Adrien VI, mais il meurt au couvent de San Jerónimo de Buenavista (Séville) avant de pouvoir l'assumer. Son œuvre philosophique doit surtout être retenue pour sa rénovation des études thomistes dans la péninsule, qu'il soutint également institutionnellement en réformant l'ordre dominicain et en fondant le Colegio de Santo Tomás à Séville. Ses commentaires sont fortement influencés par l'œuvre de Jean Capréolus.